# Webster (Texas)
Webster város az USA Texas államában, Harris megyében. Lakosainak száma 12 499 fő (2020. április 1.).

## Népesség
A település népességének változása:

| 2010 | 10 400 |
| 2020 | 12 499 |